# Valentyn Symonenko
Valentyn Kosťantynovyč Symonenko (ukrajinsky Валентин Костянтинович Симоненко, * 4. července 1940, Oděsa) je sovětský a ukrajinský politik. V říjnu roku 1992 byl krátce úřadujícím předsedou vlády Ukrajiny. V témže roce působil jako první místopředseda ve vládě Vitolda Fokina. Předtím v letech 1983–1992 byl starostou města Oděsa.